# フラム2
フラム2（Fram2）は起業家チュン・ワン（王春）に代わってスペースXが運用した低軌道へのクルードラゴン宇宙船の有人宇宙ミッション。このミッションでは、ワンとヤニッケ・ミケルセン、ラベア・ロッゲ、エリック・フィリップスからなる全員民間人のクルーが有人ミッションとしては初めて極軌道に打ち上げられた。3日間のミションの間、クルーは科学調査を行った。

## クルー
フラム2のクルーは2024年8月に発表された。
| 地位                     | Crew                                   | Crew                                   |
| ------------------------ | -------------------------------------- | -------------------------------------- |
| ミッション指揮官         | / チュン・ワン 1回目の宇宙飛行         | / チュン・ワン 1回目の宇宙飛行         |
| 宇宙船指揮官             | / ヤニッケ・ミケルセン 1回目の宇宙飛行 | / ヤニッケ・ミケルセン 1回目の宇宙飛行 |
| 宇宙船操縦士             | ラベア・ロッゲ 1回目の宇宙飛行         | ラベア・ロッゲ 1回目の宇宙飛行         |
| ミッションスペシャリスト | エリック・フィリップス 1回目の宇宙飛行 | エリック・フィリップス 1回目の宇宙飛行 |

## ミッション
このミッションでは主に地球の極地と、その宇宙環境についての研究を行った。このミッションは宇宙ステーションにドッキングしないクルードラゴン宇宙船の自由飛行ミッションであり、ドッキング機構の代わりにインスピレーション4で使用されたパノラマキューポラが装備された。
当初、使用する宇宙船は、アーネスト・シャクルトンの南極探検船と同名のエンデュランスが選ばれた。しかしながら、クルードラゴンの割当変更のためにエンデュランスはCrew-10ミッションに使用され、フラム2ではレジリエンスを使用することが決定された。このミッションはケネディ宇宙センターのLC‑39Aから2025年4月1日 01:46 UTC（打ち上げ場所の現地時間東部夏時間3月31日午後9:46:50）に打ち上げられた。
ミッションは、1893年と1912年に北極および南極への遠征を成功させた初めての極地探検船であるフラム号にちなんでフラム2と名づけられた。クルーは同船のチーク材の甲板の小片を宇宙へと持って行った。
このミッションは極傾斜角（軌道傾斜角90.01°）で遠地点413km、近地点202kmの逆行低軌道に入り、地球の両極上空を飛行した。これによって1963年のボストーク6号による有人宇宙飛行での最も高い軌道傾斜角の記録を更新した。
南に向けた独特の打ち上げのために、カプセルをフロリダ、キューバ、パナマおよびペルーの人口密集地帯を避けるために加速し、着水させる新しい脱出シナリオためにドラゴン宇宙船のソフトウェアが更新された。
クルーはSTEVEやグリーンフラグメントなどのオーロラに似た発光現象の研究や、宇宙での人体のX線撮影などの人体についての実験を計画していた。クルーは宇宙でのはじめてのキノコ栽培となるオイスターマッシュルームの栽培も試みた。ロゲは、Fram2Hamと呼ばれるイベントに参加する教育団体に向けてアマチュア無線による一連の低速度走査テレビジョンの画像伝送も計画していた。
テキサス大学サンアントニオ校のKlesse College of Engineering and Integrated Designのクリストファー・コーム博士はこのミッションを「単なるギミック以上のものだが、画期的なマイルストーンというわけではない」と述べ、計画されている実験は科学的な価値が限られており、飛行経路に関係なく実施可能だと説明した。しかしながら、極地探検に関係するクルーにとっては、このミッションは個人的な意味を有している。
このミッションは、2025年4月4日 16:19:28 UTC（着水地域の現地時間太平洋夏時間午前9:19:28）にカリフォルニア州オーシャンサイド近くの太平洋に着水して完了した。これは初めて太平洋に着水したクルードラゴンのミッションとなった。スペースX ドラゴン1の輸送ミッションは当初は太平洋に着水していたが、宇宙飛行士と重要な貨物を迅速にケネディ宇宙センターに帰還させるために回収作業は2019年に合衆国東部に変更されていた。しかしながら、この変更が再突入前に投棄されて大気圏で燃え尽きると考えられていたトランクモジュールの残骸が、少なくとも4件陸上で発見されるという意図しない結果を招いた。今回の太平洋への着水に際して再突入を生き延びた残骸による被害の可能性を最小限にすることが可能となるように宇宙船の墓場とあだ名されるポイント・ネモと呼ばれる遠隔海域に向けるためにトランクはより長く取り付けたままとされていた。

### Notes
1. ↑  ワンがミッションの指揮を執り、ミケルセンが宇宙船の指揮を執り、典型的なNASAの指揮官に与えられる伝統的な運用任務を遂行した
2. ↑  ワンは中華人民共和国生まれだが、主にノルウェーのスヴァールバル諸島に居住し、2023年からはゴールデンビザプログラム（英語版）を通じてマルタとセントクリストファー・ネイビスの国籍も取得している。飛行中、ワンは宇宙服にマルタの国旗を着けていた[7]。
3. ↑  ミケルセンはイギリスで生まれたが、現在はノルウェーの市民権を取得している。飛行中、宇宙服にはノルウェーの国旗を着けていた[8]。